# Mario Lanza
Mario Lanza (s pravim imenom Alfred Arnold Cocozza), ameriški operni pevec tenorist in igralec italijanskega rodu, 31. januar 1921, Filadelfija, Pensilvanija, ZDA, † 7. oktober 1959, Rim, Italija.
Lanza je bil eden najpopularnejših pevcev v 40. in 50. letih 20. stoletja.

## Življenje
Rodil se je v družini italijanskih priseljencev. Njegov glas je zgodaj odkril Sergej Kusewicki, skladatelj in direktor bostonskega simfoničnega orkestra. Glasbo je nato študiral na konservatoriju Berkshire Music Center v Tanglewoodu.
Debutiral je kot Fenton v Nicolajevi operi Vesele žene windsorske leta 1942.
Nastopati je začel v najpomembnejših tenorskih vlogah (Rudolf v La Boheme, Pinkerton v Madama Butterfly, Otello, Alfred v Traviati ...)
Leta 1947 je podpisal sedemletno pogodbo s filmsko družbo Metro-Goldwyn-Mayer in pričel nastopati v filmih. Tako je mdr. nastopil v vlogi Enrica Carusa v filmu Veliki Caruso (1951), glas pa je posodil angleškemu igralcu Edmundu Purdomu v filmu Princ Študent (1954), posnetem po Rombergovi istoimenski opereti.
Lanza je umrl star komaj 38 let za posledicami srčnega infarkta kot eden najslavnejših tenoristov svojega časa.